# Ery-Macouguié
Ery-Macouguié (également appelé Ery-Makouguié, Eri-Makouguié, Erymakouguié) est un village de Côte d'Ivoire, situé dans le canton Tchoffo d'Agboville.
Alors qu'un premier chef de poste, Monsieur Lamblin, y était établi en 1903, une épidémie de malaria en 1909 obligea les Européens à déserter ce village et à s'établir plus loin à Agboville
Il a été le point d'arrivée de la première ligne ferroviaire du pays, établie par la Régie des chemins de fer Abidjan-Niger.